# أندر (إقليم فرنسي)

موقع اقليم أندر

أندر (بالفرنسية: Indre)‏ هو إقليم فرنسي يقع في وسط فرنسا سميت باسم أندر نسبة لنهر إندر، ويطلق على سكان الإقليم اسم أندرينز. بلغ عدد سكانه 217,228 نسمة عام 2021.

## تاريخ الإقليم
يعتبر إقليم أندر واحد من الأقاليم الـ 83 التي تتكون منها فرنسا، أنشأ خلال الثورة الفرنسية يوم 4 مارس 1790، أنشأ الإقليم على جزء من منطقة بيري.

## جغرافية الإقليم
إقليم أندر هو جزء من المنطقة المركزية لمنطقة فال دو لوار، يحيط بها الأقاليم التالية: إندر وار (بالفرنسية: Indre-et-Loire)، لوار وشير (بالفرنسية: Loir-et-Cher)، شير (بالفرنسية: Cher)، كروس (بالفرنسية: Creuse)، وفيين (بالفرنسية: Vienne).

## السياحة في الإقليم
يملك إقليم أندر اثنتين من القرى الجميلة المصنفة ضمن أجمل القرى الفرنسية :
- سان بينويت دو ساوت Saint-Benoît-du-Sault.
- غارغيليس دامبير Gargilesse-Dampierre.

## الكثافة السكانية في الإقليم
يبلغ عدد سكان الإقليم وفق تعداد عام 1999 حوالي 231139 نسمة، يسكنون في مساحة تقدر 6791 كلم2، أي ان الكثافة السكانية للإقليم هي 34 نسمة لكل كلم2.
المدن الرئيسية لإقليم أندر وفق تعداد 1999 هي :
- شاتوروكس Châteauroux : يسكن بها 115714 نسمة.
- ايسودون Issoudun : يسكن بها 13685 نسمة.

## معرض صور

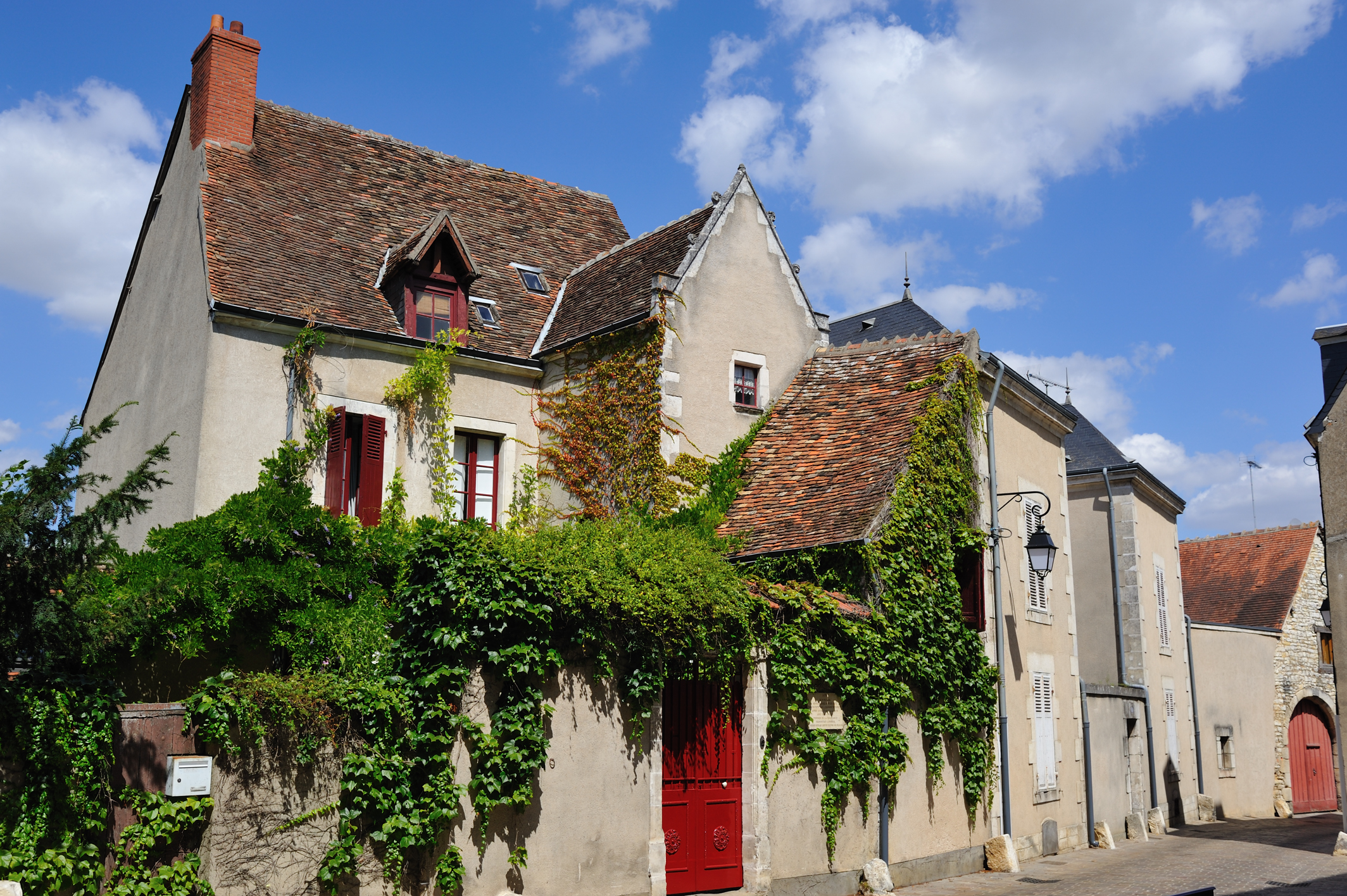
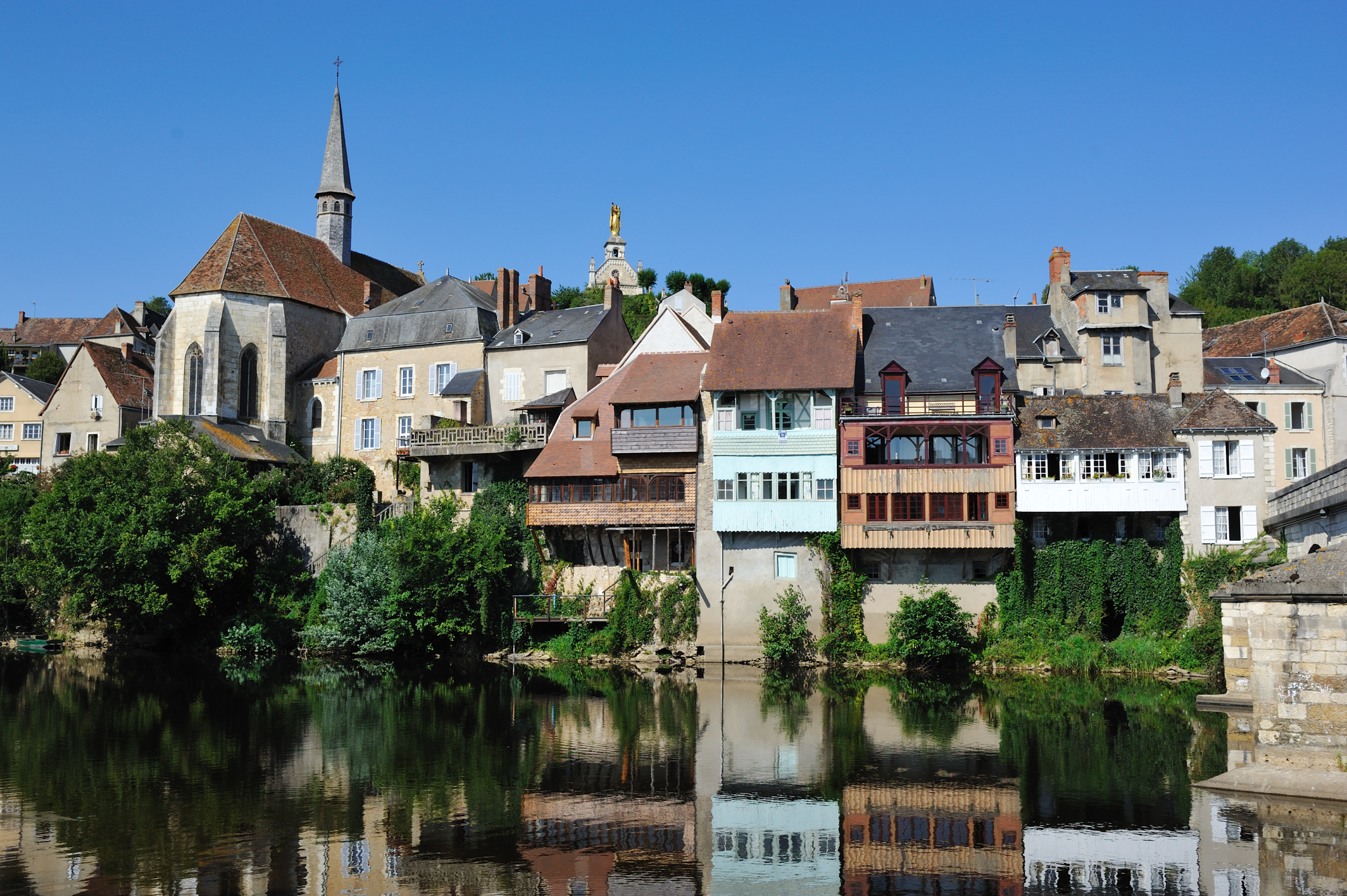
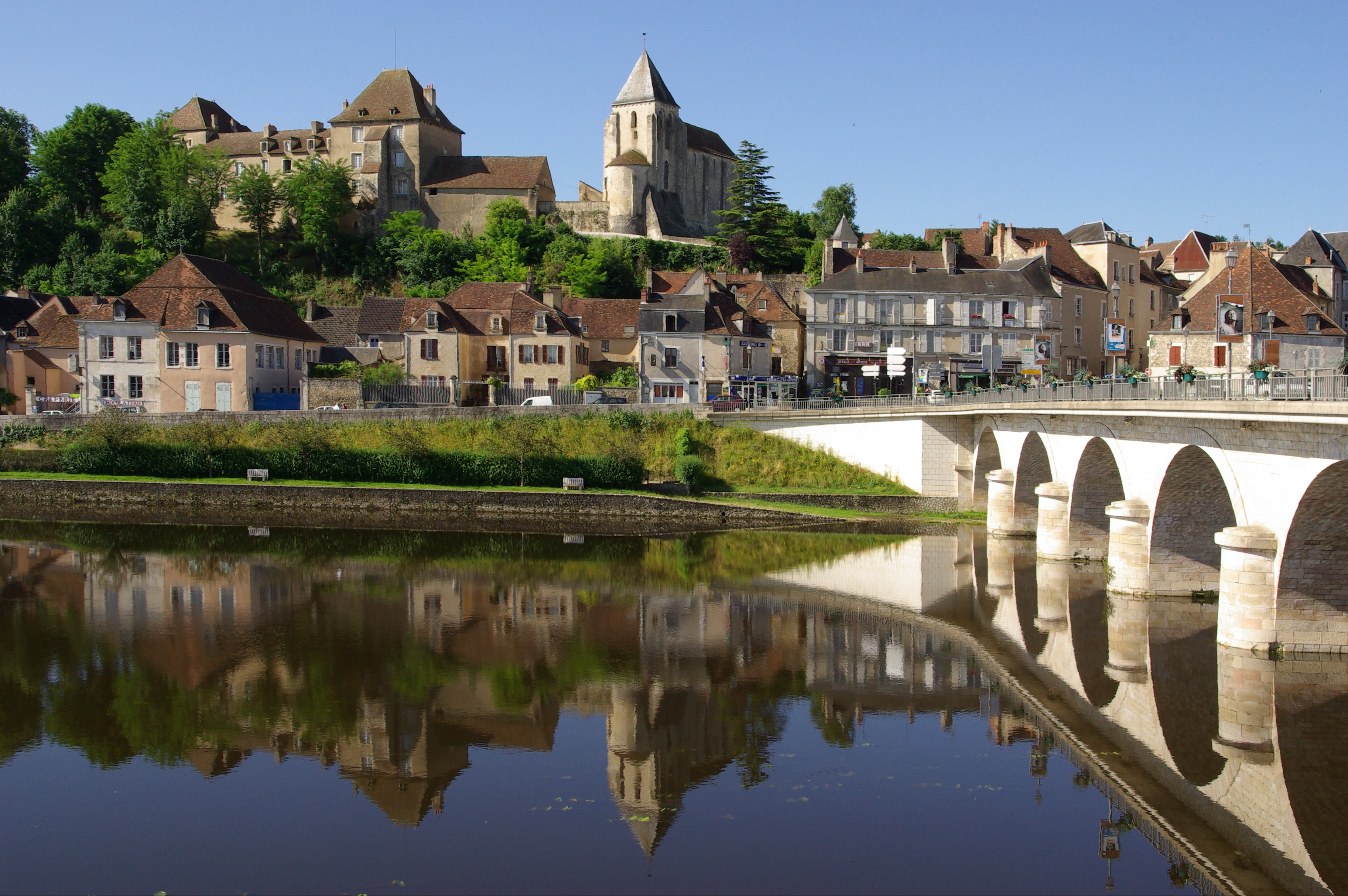
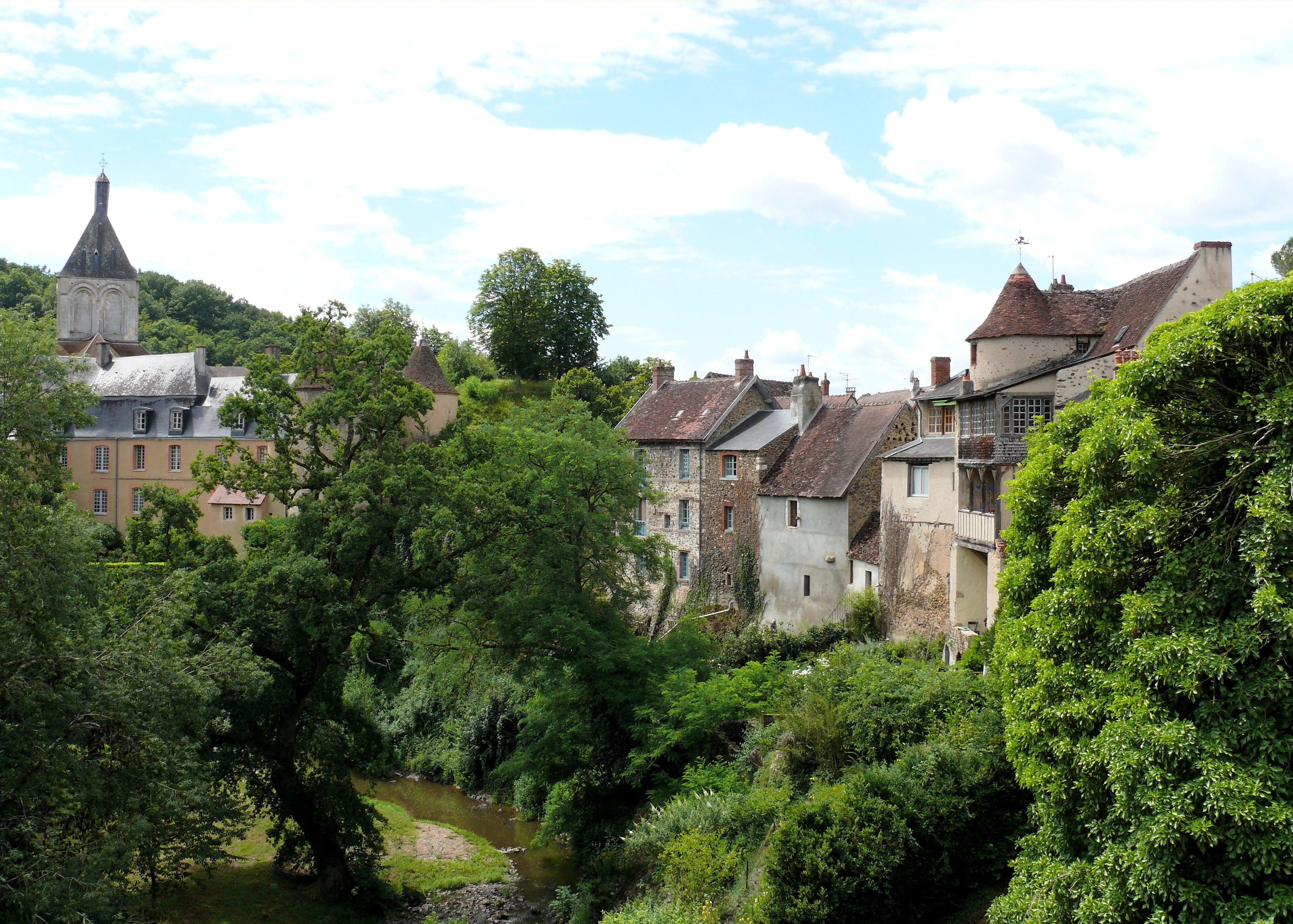
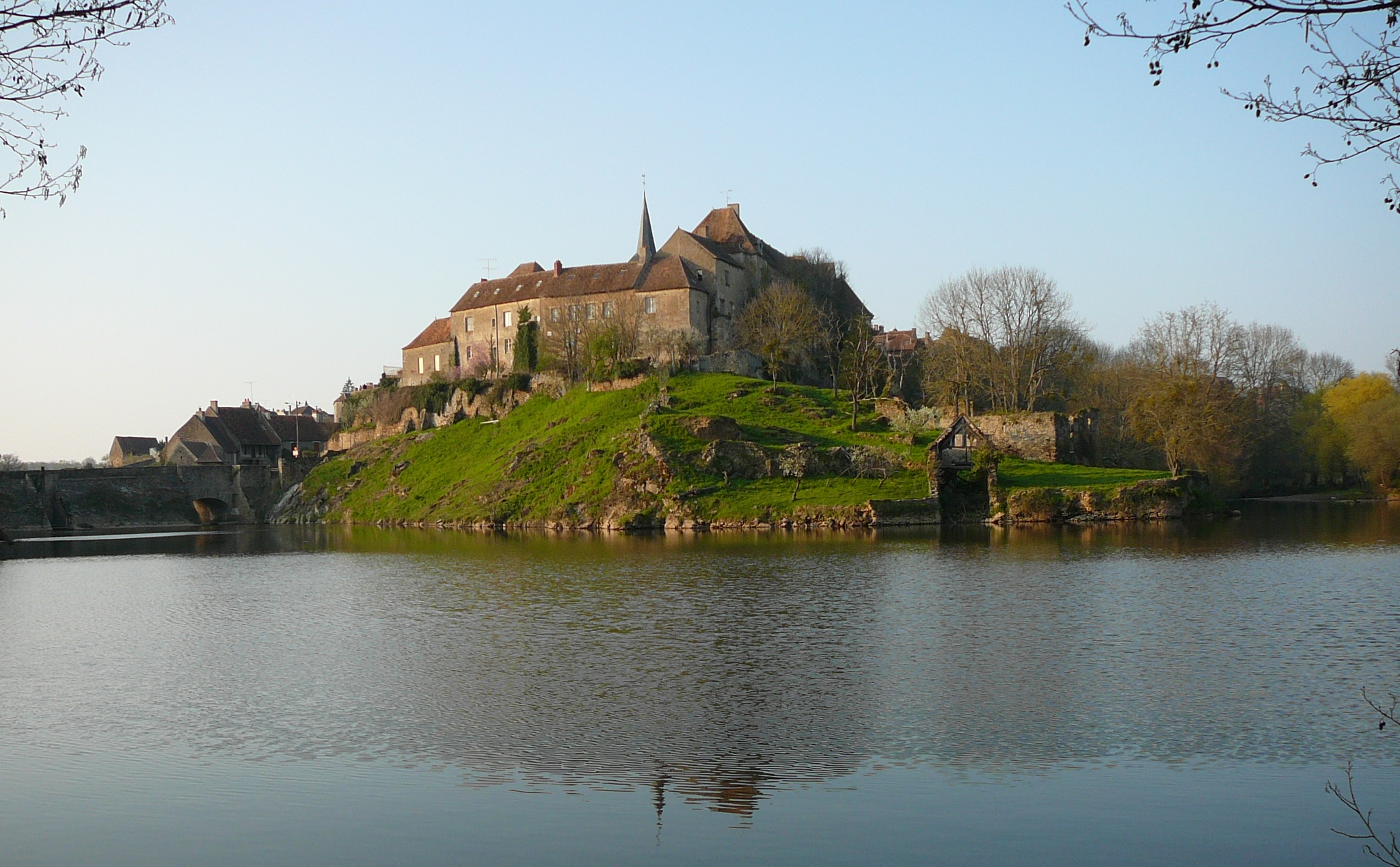

## أعلام
- جان دوفور